# 24-Stunden-Rennen von Le Mans 1976

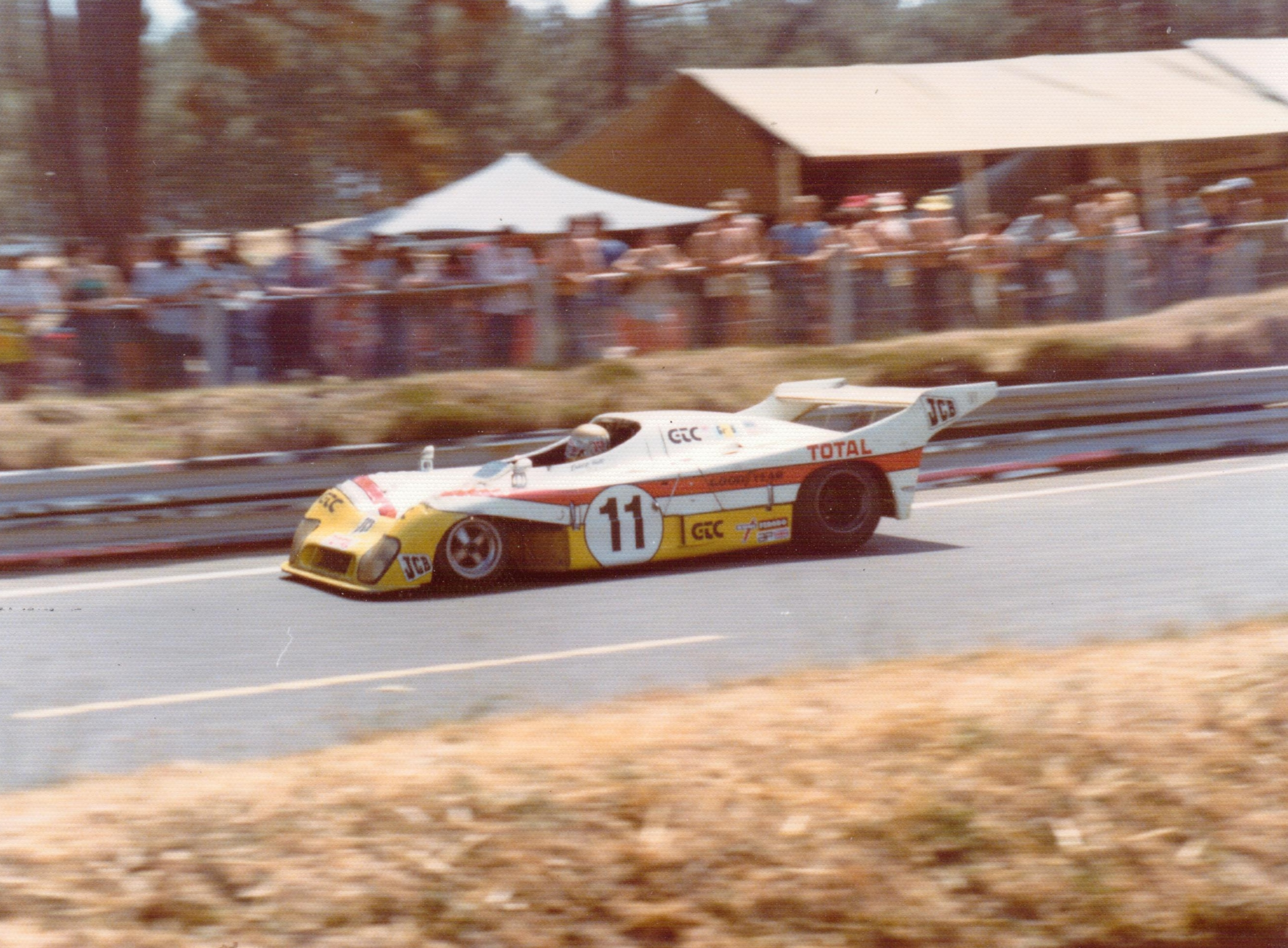
Vern Schuppan am Steuer des fünftplatzierten Mirage GR8

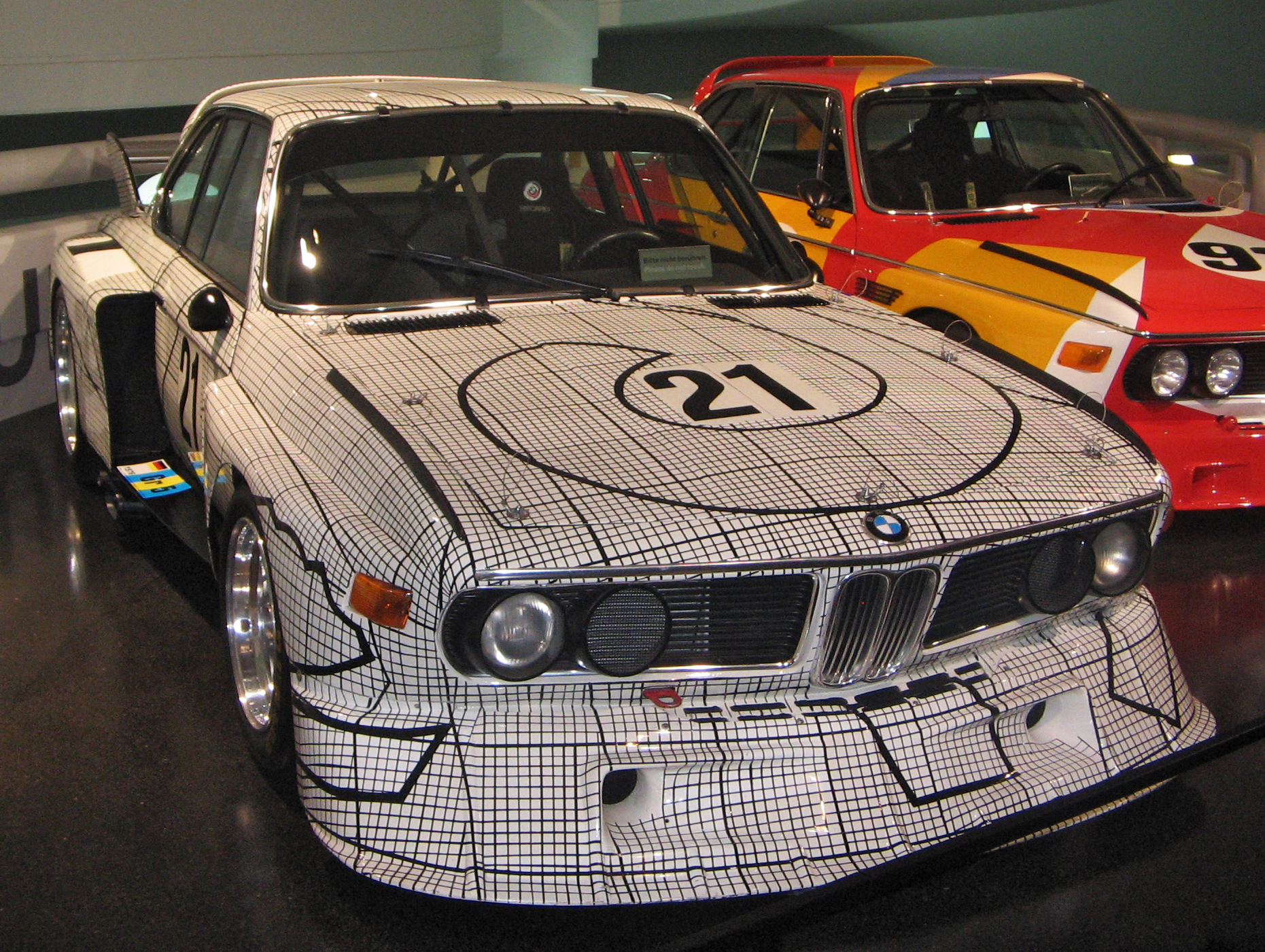
Das von Frank Stella gestaltete BMW Art Car von Brian Redman und Peter Gregg im BMW Museum München. Im Rennen trug der Wagen die Startnummer 41

Das 44. 24-Stunden-Rennen von Le Mans, der 44e Grand Prix d’Endurance les 24 Heures du Mans, auch 24 Heures du Mans, Circuit de la Sarthe, Le Mans, fand vom 12. bis 13. Juni 1976 auf dem Circuit des 24 Heures statt.

## Reglement
Der ACO öffnete 1976 das Reglement für Fahrzeuge aus US-amerikanischen Rennserien. Dies galt für Rennwagen der IMSA und der NASCAR. Während die IMSA-Wagen über mehrere Jahre eine eigene Klasse bekamen, gab es diese für die NASCAR nur 1976. Es kamen auch nur zwei NASCAR-Boliden nach Le Mans: Der eine, ein Dodge Charger, gefahren von den McGriff-Brüdern, fiel schon nach zwei Runden mit einem nicht reparablen Leck im Öltank aus. Der zweite, ein Ford Torino, in dem Dick Hutcherson, der Gesamtdritte von 1966 ein Le-Mans-Comeback gab, lief immerhin 104 Runden lag, bis das Getriebe kaputtging. Die 133-Prozent-Regel, die besagte, dass ein Fahrzeug nicht mehr als 133 % der schnellsten Zeit für eine Runde brauchen durfte, um sich für das Rennen zu qualifizieren, wurde auf 125 % verschärft.

## Das Rennen
Nach dem Start übernahm Jean-Pierre Jabouille, der Trainingsschnellste, im Alpine A442 die Führung. Nach zwei Stunden begannen allerdings die Probleme mit einem überhitzten Zylinder, die das Fahrzeug immer wieder an die Box zwangen und nach 135 Runden zum Ausfall führten. Durch die Probleme bei Renault kamen die beiden Werks-Porsche 936 von Jacky Ickx/Gijs van Lennep und Reinhold Joest/Jürgen Barth an die Spitze und bestimmten von da an das Tempo des Rennens. Der an zweiter Stelle liegende Joest/Barth-Porsche fiel zwar nach 17 Stunden mit Motorschaden aus, der Gesamtsieg war aber nie gefährdet. Am Ende siegten Ickx und van Lennep mit einem Vorsprung von 11 Runden auf den Mirage GR8 von Jean-Louis Lafosse und François Migault. Gesamtdritte wurden Alain de Cadenet und Chris Craft mit ihrem Lola T380, die schon 12 Runden Rückstand auf die Siegermannschaft hatten. Es war der dritte Le-Mans-Sieg für Jacky Ickx und der Zweite für Gijs van Lennep. Der 2,1-Liter-935-Motor von Porsche war der erste Turbomotor, der in Le Mans gewinnen konnte.
Das Rennen hatte auch ein Todesopfer zu beklagen: Der Franzose André Haller verunglückte in der Nacht am Ende der Les-Hunaundières-Geraden mit seinem Datsun HLS30 tödlich.

## Ergebnisse

### Piloten nach Nationen
| 77 Franzosen     | 14 Schweizer | 12 Deutsche       | 12 US-Amerikaner | 11 Briten      |
| 5 Australier     | 5 Belgier    | 3 Mexikaner       | 2 Niederländer   | 1 Finne        |
| 1 Italiener      | 1 Ire        | 1 Liechtensteiner | 1 Neuseeländer   | 1 Österreicher |
| 1 Puerto-Ricaner |              |                   |                  |                |

### Schlussklassement
| Pos.               | Klasse   | Nr. | Team                          | Fahrer                                                             | Chassis                     | Motor                              | Reifen | Runden |
| ------------------ | -------- | --- | ----------------------------- | ------------------------------------------------------------------ | --------------------------- | ---------------------------------- | ------ | ------ |
| 1                  | S 3.0    | 20  | Martini Racing Porsche System | Jacky Ickx Gijs van Lennep                                         | Porsche 936                 | Porsche Type-935 2.1L Turbo Flat-6 | G      | 349    |
| 2                  | S 3.0    | 10  | Grand Touring Cars Inc.       | Jean-Louis Lafosse François Migault                                | Mirage GR8                  | Cosworth DFV 3.0L V8               | G      | 338    |
| 3                  | S 3.0    | 12  | Alain de Cadenet              | Alain de Cadenet Chris Craft                                       | De Cadenet-Lola T380        | Cosworth DFV 3.0L V8               | G      | 337    |
| 4                  | Gr.5     | 40  | Martini Racing Porsche System | Rolf Stommelen Manfred Schurti                                     | Porsche 935                 | Porsche Type-935 2.9L Turbo Flat-6 | D      | 331    |
| 5                  | S 3.0    | 11  | Grand Touring Cars Inc.       | Derek Bell Vern Schuppan                                           | Mirage GR8                  | Cosworth DFV 3.0L V8               | G      | 326    |
| 6                  | Gr.5     | 52  | Gérard Méo                    | Raymond Touroul Alain Cudini                                       | Porsche 911 Carrera RSR     | Porsche 3.0L Flat-6                |        | 314    |
| 7                  | S 3.0    | 17  | Joest Racing Team             | Ernst Kraus Günter Steckkönig                                      | Porsche 908/3               | Porsche Type-935 2.1L Turbo Flat-6 | G      | 313    |
| 8                  | GTP      | 1   | Inaltera                      | Jean-Pierre Beltoise Henri Pescarolo                               | Inaltera LM                 | Cosworth DFV 3.0L V8               |        | 305    |
| 9                  | Gr.5     | 63  | Evon Evertz K.G.              | Heinz Martin Hartwig Bertrams Egon Evertz                          | Porsche 911 Carrera RSR     | Porsche 3.0L Flat-6                |        | 302    |
| 10                 | Gr.5     | 42  | BMW Motorsport GmbH           | Harald Grohs Sam Posey Hughes de Fierlant                          | BMW 3.5 CSL                 | BMW 3.5L I6                        | G      | 299    |
| 11                 | Gr.5     | 54  | Louis Meznarie                | Hubert Striebig Anne-Charlotte Verney Hughes Kirschoffer           | Porsche 934                 | Porsche 3.0L Turbo Flat-6          |        | 298    |
| 12                 | GT       | 71  | André Gahinet                 | André Gahinet Michel Ouvière Jean-Yves Gadal                       | Porsche 911 Carrera RSR     | Porsche 3.0L Flat-6                |        | 292    |
| 13                 | Gr.5     | 53  | ASA Cachia                    | Thierry Sabine Philippe Dagoreau Jean-Claude Andruet               | Porsche 911 Carrera RS      | Porsche 3.0L Flat-6                |        | 288    |
| 14                 | IMSA     | 77  | Tom Waugh                     | Tom Waugh John Rulon-Miller Pierre Laffeach                        | Porsche 911 Carrera RSR     | Porsche 3.0L Flat-6                |        | 283    |
| 15                 | S 2.0    | 35  | Daniel Brillat                | Georges Morand François Trisconi André Chevalley                   | Lola T292                   | Cosworth 2.0L I4                   |        | 279    |
| 16                 | GT       | 57  | Gelo Racing Team              | Tim Schenken Toine Hezemans                                        | Porsche 934                 | Porsche 3.0L Turbo Flat-6          |        | 277    |
| 17                 | GT       | 67  | Joël Laplacette               | Joël Laplacette Alain Leroux Georges Bourdillat                    | Porsche 911 Carrera RSR     | Porsche 3.0L Flat-6                |        | 273    |
| 18                 | Gr.5     | 50  | Thierry Perrier               | Thierry Perrier Guy de Saint-Pierre Martine Rénier                 | Porsche 911 Carrera RSR     | Porsche 3.0L Flat-6                |        | 273    |
| 19                 | GT       | 65  | Porsche Kremer Racing         | Marie-Claude Charmasson Didier Pironi Bob Wollek                   | Porsche 934                 | Porsche 3.0L Turbo Flat-6          |        | 270    |
| 20                 | GTP      | 3   | Aseptogyl                     | Christine Dacremont Lella Lombardi                                 | Lancia Stratos              | Ferrari 2.4L Turbo V6              | M      | 265    |
| 21                 | GTP      | 2   | Inaltera                      | Christine Beckers Jean-Pierre Jaussaud Jean Rondeau                | Inaltera LM                 | Cosworth DFV 3.0L V8               |        | 264    |
| 22                 | S 2.0    | 31  | Chandler Ibec                 | Tony Birchenhough Ian Bracey Simon Phillips Brian Joscelyne        | Lola T290/4                 | Cosworth FVC 2.0L I4               | G      | 252    |
| 23                 | Gr.5     | 55  | Almeras Fréres                | Christian Poirot Robert Boubet                                     | Porsche 911 Carrera RSR     | Porsche 3.0L Flat-6                |        | 245    |
| 24                 | T        | 95  | Jean-Louis Ravenel            | Jean-Louis Ravenel Jacky Ravenel Jean-Marie Détrin                 | BMW 3.0 CSL                 | BMW 3.0L I6                        |        | 237    |
| Nicht klassiert    |          |     |                               |                                                                    |                             |                                    |        |        |
| 25                 | S 2.0    | 30  | Jean-Marie Lemerle            | Jean-Marie Lemerle Alain Levié Patrick Daire                       | Lola T294                   | ROC-Simca 2.0L I4                  |        | 218    |
| 26                 | GT       | 61  | ASA Cachia                    | Jean-Claude Andruet Henri Cachia Jacques Borras                    | Porsche 934                 | Porsche 3.0L Turbo Flat-6          |        | 203    |
| 27                 | GT       | 70  | Jean Blaton                   | Jean Blaton Nick Faure John Goss                                   | Porsche 934                 | Porsche 3.0L Turbo Flat-6          |        | 168    |
| Disqualifiziert    |          |     |                               |                                                                    |                             |                                    |        |        |
| 28                 | S 2.0    | 29  | José Thibault                 | José Thibault Alain Hubert Michel Lateste                          | Lenham P71                  | Cosworth FVC 1.9L I4               |        | 88     |
| Ausgefallen        |          |     |                               |                                                                    |                             |                                    |        |        |
| 29                 | Gr.5     | 47  | Porsche Kremer Racing         | Juan Carlos Bolaños Eduardo Lopez Negrete Billy Sprowls Hans Heyer | Porsche 935                 | Porsche Type-935 2.8L Turbo Flat-6 |        | 272    |
| 30                 | GT       | 58  | G.V.E.A. Porsche Club Romand  | Bernard Chenevière Peter Zbinden Nicolas Bührer                    | Porsche 934                 | Porsche 3.0L Turbo Flat-6          |        | 270    |
| 31                 | S 2.0    | 26  | Societé ROC                   | Alain Flotard Fred Stalder Albert Dufréne                          | Chevron B36                 | ROC-Simca 2.0L I4                  |        | 241    |
| 32                 | GT       | 69  | Schiller Racing Team          | Claude Haldi Florian Vetsch                                        | Porsche 934                 | Porsche 3.0L Turbo Flat-6          | G      | 219    |
| 33                 | S 3.0    | 18  | Martini Racing Porsche System | Reinhold Joest Jürgen Barth                                        | Porsche 936                 | Porsche Type-935 2.1L Turbo Flat-6 |        | 218    |
| 34                 | Gr.5     | 46  | Team Peter Brock              | Peter Brock Brian Muir Jean-Claude Aubriet                         | BMW 3.5 CSL                 | BMW 3.5L I6                        |        | 156    |
| 35                 | IMSA     | 78  | Diego Febles Racing           | Diego Febles Alec Poole Hiram Cruz                                 | Porsche 911 Carrera RSR     | Porsche 3.0L Flat-6                |        | 144    |
| 36                 | S 3.0    | 19  | Renault Sport                 | Jean-Pierre Jabouille Patrick Tambay José Dolhem                   | Renault Alpine A442         | Renault 2.0L Turbo V6              | M      | 135    |
| 37                 | Gr.5     | 44  | A.S.P.M. - Tanday Music       | Jean-Claude Justice Jean Bélin                                     | BMW 3.5 CSL                 | BMW 3.5L I6                        |        | 128    |
| 38                 | GTP      | 5   | Ecurie Batteries et Piles TS  | Guy Chasseuil Claude Ballot-Léna Xavier Mathiot                    | WM P76                      | Peugeot PRV 2.7L V6                | M      | 125    |
| 39                 | S 3.0    | 16  | Egon Evertz K.G.              | Leo Kinnunen Egon Evertz                                           | Porsche 908/3               | Porsche 3.0L Flat-8                | D      | 124    |
| 40                 | Gr.5     | 43  | Schnitzer Motorsport          | Dieter Quester Albrecht Krebs Alain Peltier                        | BMW 3.5 CSL                 | BMW 3.5L I6                        |        | 117    |
| 41                 | NASCAR   | 90  | NASCAR - Junie Donlavey       | Dick Brooks Dick Hutcherson Marcel Mignot                          | Ford Torino                 | Ford 7.0L V8                       | G      | 104    |
| 42                 | S 2.0    | 27  | Societé ROC                   | François Sérvanin Laurent Ferrier                                  | Chevron B36                 | ROC-Simca 2.0L I4                  |        | 88     |
| 43                 | GTX      | 72  | William Vollery               | Jean-Pierre Aeschlimann Roger Dorchy William Vollery               | Porsche 911 Carrera RS      | Porsche 3.0L Flat-6                |        | 82     |
| 44                 | GT       | 62  | Philippe Dagoreau             | Christian Bussi Philippe Gurdjian Christian Gouttepifre            | Porsche 911 Carrera RSR     | Porsche 3.0L Flat-6                |        | 79     |
| 45                 | Gr.5     | 49  | Gelo Racing Team              | Clemens Schickentanz Howden Ganley                                 | Porsche 911 Carrera RSR     | Porsche 3.0L Flat-6                |        | 74     |
| 46                 | S 2.0    | 33  | Georges Schäfer               | Georges Schäfer Jean-Pierre Adatte Riccardo Albanesi               | Chevron B26                 | Cosworth FVC 1.8L I4               |        | 62     |
| 47                 | GT       | 73  | Sionauto 2001                 | Claude Buchet André Haller Jean-Luc Favresse                       | Datsun HLS30                | Datsun 2.6L I6                     |        | 39     |
| 48                 | IMSA     | 76  | IMSA Camel                    | John Greenwood Bernard Darniche                                    | Chevrolet Corvette Stingray | Chevrolet 7.0L V8                  | G      | 29     |
| 49                 | Gr.5     | 41  | BMW Motorsport GmbH           | Peter Gregg Brian Redman                                           | BMW 3.0 CSL                 | BMW 3.2L Turbo I6                  |        | 23     |
| 50                 | Gr.5     | 45  | Hermetite Productions Ltd.    | John Fitzpatrick Tom Walkinshaw                                    | BMW 3.0 CSL                 | BMW 3.5L I6                        | G      | 17     |
| 51                 | IMSA     | 75  | IMSA Camel                    | Michael Keyser Eddie Wachs                                         | Chevrolet Monza             | Chevrolet 5.7L V8                  |        | 11     |
| 52                 | S 3.0    | 21  | G.V.E.A. Porsche Club Ramond  | Xavier Lapeyre Bernard Chevanne                                    | Lola T286                   | Cosworth DFV 3.0L V8               |        | 9      |
| 53                 | Gr.5     | 48  | Jean-Louis Chateau            | Jean-Louis Chateau Dominique Fornage Jean-Claude Guérie            | Porsche 934/5               | Porsche Type-935 3.0L Turbo Flat-6 |        | 9      |
| 54                 | NASCAR   | 4   | NASCAR - Hershel McGriff      | Hershel McGriff Doug McGriff                                       | Dodge Charger               | Dodge 7.0L Hemi V8                 | G      | 2      |
| 55                 | S 2.0    | 36  | Chuck Graeminger              | Daniel Brillat Michel Degourmois Jean-Claude Depince               | Cheetah G601                | BMW 2.0L I4                        |        | 2      |
| Nicht gestartet    |          |     |                               |                                                                    |                             |                                    |        |        |
| 56                 | GTX      | 82  | André Wicky                   | Jacques Marché Martial Delalande Max Cohen-Olivar                  | De Tomaso Pantera           | Ford 5.7L V8                       |        | 1      |
| Nicht qualifiziert |          |     |                               |                                                                    |                             |                                    |        |        |
| 57                 | S 3.0    | 8   | Team Warsteiner               | Heinz Schulthess Jean-Claude Lagniez Max Antichan François Migault | Toj SC301                   | Cosworth 3.0L V8                   |        | 2      |
| 58                 | S 2.0    | 25  | Team Warsteiner               | Jacques Marquet Corinne Koppenhague Jacky Haran                    | Toj SC204                   | ROC 2.0L V4                        |        | 3      |
| 59                 | Gruppe 4 | 72  | Paul Rilly                    | Paul Rilly Roger Le Veve                                           | Porsche 911 Carrera RSR     | Porsche 3.0L Flat-6                |        | 4      |

1 nicht gestartet
2 nicht qualifiziert
3 nicht qualifiziert
4 Technische Abnahme nicht bestanden

### Nur in der Meldeliste
Hier finden sich Teams, Fahrer und Fahrzeuge die ursprünglich für das Rennen gemeldet waren, aber aus den unterschiedlichsten Gründen daran nicht teilnahmen.
| Pos. | Klasse | Nr. | Team                       | Fahrer                                                                | Chassis                 | Motor                              | Reifen |
| ---- | ------ | --- | -------------------------- | --------------------------------------------------------------------- | ----------------------- | ---------------------------------- | ------ |
| 60   | IMSA   | 5   | North American Racing Team |                                                                       | Ferrari 512BB           | Ferrari 5.0L V12                   |        |
| 61   | IMSA   | 6   | North American Racing Team |                                                                       | Ferrari 308GTB          | Ferrari 3.0L V8                    |        |
| 62   | IMSA   | 11  | IMSA                       |                                                                       | Porsche 911 Carrera RSR | Porsche 3.0L Flat-6                |        |
| 63   | S 3.0  | 14  | Gelo Racing Team           |                                                                       | Mirage GR7              | Cosworth DFV 3.0L V8               |        |
| 64   | S 3.0  | 15  | Media-Courses              | Yves Courage Bernard Béguin Daniel Boudrie                            | Lola T286               | Cosworth DFV 3.0L V8               |        |
| 65   | S 3.0  | 24  | André Wicky                | Walter Brun Max Cohen-Olivar André Wicky                              | Porsche 908/02          | Porsche 3.0L Flat-8                |        |
| 66   | S 3.0  | 26  | Jean-Claude Andruet        | Jean-Claude Andruet                                                   | Alfa Romeo Tipo 33TT12  | Alfa Romeo 3.0L V8                 |        |
| 67   |        | 28  | Eugen Strähl               | Eugen Strähl Peter Bernhard Markus Hotz Fredy Lienhard                | March 76S               | BMW M12 2.0L I4                    |        |
| 68   | S 2.0  | 32  | Jean de Connick            | Jean de Connick John Caly Michel Lateste                              | Chevron B36             | Cosworth FVC 1.9L I4               |        |
| 69   | S 2.0  | 44  | Anjou                      | Lucien Guitteny R. Martini                                            | Lola T292               | Cosworth 2.0L I4                   |        |
| 70   | S 2.0  | 49  | A.S.P.M.                   |                                                                       | Moynet LM               | ROC-Simca 2.0L I4                  |        |
| 71   | Gr.5   | 56  | Martini Racing             |                                                                       | Porsche 935             | Porsche Type-935 2.9L Turbo Flat-6 |        |
| 72   | Gr.5   | 59  | BMW Motorsport GmbH        |                                                                       | BMW 3.5CSL              | BMW 3.5L I6                        |        |
| 73   | Gr.5   | 66  | Scuderia Jolly Club        | Martino Finotto Carlo Facetti                                         | Ford Escort RS2000      | Cosworth BDG 2.0L I4               |        |
| 74   | Gr.4   | 70  | North American Racing Team |                                                                       | Ferrari 365 GTB/4       | Ferrari 4.4L V12                   |        |
| 75   | Gr.4   | 73  | Porsche Club Romand        | Peter Zbinden Claude Haldi Nicolas Bührer                             | Porsche 911 Carrera RSR | Porsche 3.0L Flat-6                |        |
| 76   | Gr.4   | 78  | Marcel Mignot              | Marcel Mignot                                                         | Porsche 934             | Porsche 3.0L Turbo Flat-6          |        |
| 77   | Gr.4   | 80  | Gelo Racing Team           |                                                                       | Porsche 934             | Porsche 3.0L Turbo Flat-6          |        |
| 78   | Gr.2   | 90  | Maison du Chalet           | Jean-Louis Ravenel Jacky Ravenel Dany Wauters                         | Opel Commodore GSE      |                                    |        |
| 79   | Gr.2   | 96  | Jean-Claude Aubriet        | Jean-Claude Aubriet Jean-Claude Depince                               | BMW 3.5 CSL             | BMW 3.5L I6                        |        |
| 80   | GTP    | 3   | Gérard Cuynet              | Gérard Cuynet Jean Belin                                              | Lola T280               | Cosworth DFV 3.0L V8               |        |
| 81   | Gr.4   | 21  | Porsche Club Romand        | Peter Zbinden Nicolas Bührer Claude Haldi                             | Porsche 911 Carrera RSR | Porsche 3.0L Flat-6                |        |
| 82   | S 2.0  | 27  | Sauber Racing              | Herbert Müller                                                        | Sauber C5               | BMW M12 2.0L I4                    |        |
| 83   | Gr.5   | 45  | Michel Guicherd            | Michel Guicherd Christian Avril Jean-Claude Geral                     | Chrysler Hemicuda       |                                    |        |
| 84   | Gr.5   | 57  | Christian Gouttepifre      | Christian Gouttepifre                                                 | Ford Capri              |                                    |        |
| 85   | Gr.5   | 58  | Joel Mouetron              | Joel Mouetron                                                         | Porsche 911 SCG         | Porsche 3.0L Flat-6                |        |
| 86   | Gr.4   | 73  | M.T. Rolland               | Bernard Damilleville Bruno Damilleville                               | Mercedes-Benz 450SEL    | Mercedes-Benz 6.9L V8              |        |
| 87   | Gr.4   | 80  | Ben Heiderich              | Ben Heiderich Jaime Lazcano Juan Llagostera                           | Porsche 934             | Porsche 3.0L Turbo Flat-6          |        |
| 88   | Gr.4   | 84  | X Racing                   | Jacques Henry Guy Fréquelin Pierre-François Rousselot Raymond Touroul | Porsche 911 Carrera RSR | Porsche 3.0L Turbo Flat-6          |        |
| 89   | Gr.4   | 85  | Robert Boubet              | Robert Boubet Christian Lunel Raymond Touroul                         | Porsche 911 Carrera RSR | Porsche 3.0L Turbo Flat-6          |        |
| 90   | Gr.4   | 85  | Christian Poirot           | Christian Poirot                                                      | Porsche 911 Carrera RSR | Porsche 3.0L Turbo Flat-6          |        |
| 91   | Gr.4   | 92  | Marc Geudin                | Marc Geudin Bernard Perroy Pierre Milluy                              | Porsche 911 Carrera RSR | Porsche 3.0L Turbo Flat-6          |        |
| 92   | Gr.5   |     | Daniel Thiaw               | Daniel Thiaw Gérard Picard                                            | Porsche 911 Carrera RSR | Porsche 3.0L Turbo Flat-6          |        |
| 93   | Gr.5   |     | Dominique Thiry            | Dominique Thiry Christian Lorang                                      | Porsche 911 Carrera RSR | Porsche 3.0L Turbo Flat-6          |        |
| 94   | Gr.5   |     | Lucien Nageotte            |                                                                       | Porsche 911 Carrera RSR | Porsche 3.0L Turbo Flat-6          |        |
| 95   | Gr.5   |     | J.Y. Mitre                 | Jean-Louis Gama Peter Morrisey Andre Reboul                           | GLD                     | Porsche 3.0L Turbo Flat-6          |        |

### Klassensieger
| Klasse                         | Fahrer                  | Fahrer               | Fahrer            | Fahrzeug                | Platzierung im Gesamtklassement |
| ------------------------------ | ----------------------- | -------------------- | ----------------- | ----------------------- | ------------------------------- |
| Sportwagen Gr.6, 2001–3000 cm³ | Jacky Ickx              | Gijs van Lennep      |                   | Porsche 936             | Gesamtsieg                      |
| Sportwagen Gr.6, 2000 cm³      | Georges Morand          | François Trisconi    | André Chevalley   | Lola T292               | Rang 15                         |
| Gruppe 5                       | Rolf Stommelen          | Manfred Schurti      |                   | Porsche 935             | Rang 4                          |
| GT                             | André Gahinet           | Michel Quvière       | Jean-Yves Gadal   | Porsche 911 Carrera RSR | Rang 12                         |
| IMSA                           | Tom Waugh               | John Rulon Miller    | Pierre Laffeach   | Porsche 911 Carrera RSR | Rang 14                         |
| GTP                            | Henri Pescarolo         | Jean-Pierre Beltoise |                   | Inaltera LM             | Rang 8                          |
| T                              | Jean-Louis Ravenel      | Jacky Ravenel        | Jean-Marie Détrin | BMW 3.0 CSL             | Rang 24                         |
| NASCAR                         | kein Teilnehmer im Ziel |                      |                   |                         |                                 |
| GTX                            | kein Teilnehmer im Ziel |                      |                   |                         |                                 |

### Renndaten
- Gemeldet: 95
- Gestartet: 55
- Gewertet: 24
- Rennklassen: 9
- Zuschauer: unbekannt
- Ehrenstarter des Rennens: Bill France junior, Vorsitzender der NASCAR
- Wetter am Rennwochenende: warm und sonnig
- Streckenlänge: 13,640 km
- Fahrzeit des Siegerteams: 24:00:00,000 Stunden
- Gesamtrunden des Siegerteams: 350
- Distanz des Siegerteams: 4769,923 km
- Siegerschnitt: 198,746 km/h
- Pole Position: Jean-Pierre Jabouille – Alpine A442 (#19) – 3.33.010 = 220,427 km/h
- Schnellste Rennrunde: Jean-Pierre Jabouille – Alpine A442 (#19) – 3.43.000 = 220,197 km/h
- Rennserie: zählte zu keiner Rennserie